# Lucien Graff
Lucien Graff (* 28. November 1918; Todesdatum unbekannt) war ein Schweizer Weitspringer.
Bei den Leichtathletik-Europameisterschaften 1946 in Oslo gewann er Silber mit seiner persönlichen Bestleistung von 7,40 m.